# Alella tarakihi
Alella tarakihi is een eenoogkreeftjessoort uit de familie van de Lernaeopodidae. De wetenschappelijke naam van de soort is voor het eerst geldig gepubliceerd in 1987 door Hewitt & Blackwell.